# Effusiella immersa
Effusiella immersa es una especie de orquídea epifita originaria de América donde se distribuye por México, Costa Rica, Guatemala, Honduras, Venezuela, y, Colombia.

## Descripción
Es una orquídea de tamaño pequeño, de hábitos epífitas con los tallos envueltos basalmente por 2 vainas que llevan una sola hoja, apical, coriácea, oblongo-oblanceolada, obtusa y retusa apicalmente, poco a poco estrechándose abajo en la base peciolada, las hojas son lustrosas de color verde brillante y puede florecer varias veces al año pero con mayor frecuencia en el verano en una inflorescencia apical, enjuta de 16 cm a 40 cm de largo, racemosa con varias flores fragantes.

## Distribución y hábitat
Se encuentra en Oaxaca, Veracruz y Chiapas de México, Guatemala, Honduras, Colombia, Venezuela y Ecuador en los bosques de montaña y bosques enanos en alturas de 800 a 1800 metros.

## Sinonimia
- Stelis immersa (Linden & Rchb.f.) Luer (2007)
- Pleurothallis immersa Linden & Rchb.f. (1855)
- Humboldtia immersa (Linden & Rchb.f.) Kuntze (1891)
- Stelis immersa (Linden & Rchb.f.) Pridgeon & M.W.Chase (2001)
- Specklinia immersa (Linden & Rchb.f.) Luer (2004)[2]
- Humboldtia krameriana (Rchb.f.) Kuntze 1891
- Pleurothallis calerae Schltr. 1923
- Pleurothallis krameriana Rchb.f. 1865
- Pleurothallis lasiosepala Schlechter 1912
- Pleurothallis calerae Schlechter 1923
- Specklinia calderae (Luer) Luer 2004
- Specklinia immersa (Linden & Rchb.f.) Luer 2004;[1]